# Saint-Félix-de-Kingsey
Saint-Félix-de-Kingsey är en kommun i provinsen Québec i Kanada. Den ligger i regionen Centre-du-Québec, i den sydöstra delen av landet, 280 km öster om huvudstaden Ottawa.